# Portolo
Portolo (Pòrtol in noneso) è una frazione del comune di Ville d'Anaunia in provincia autonoma di Trento.

## Storia
Portolo è stato frazione di Nanno fino al 1928, anno in cui il comune venne aggregato a Tassullo. È stato in seguito frazione di Tassullo fino al 1947, quando il comune di Nanno venne ricostituito. Ha costituito quindi frazione di Nanno fino al 1º gennaio 2016, data in cui è stato istituito il nuovo comune di Ville d'Anaunia in seguito alla fusione dei comuni di Nanno, Tassullo e Tuenno.

## Monumenti e luoghi d'interesse

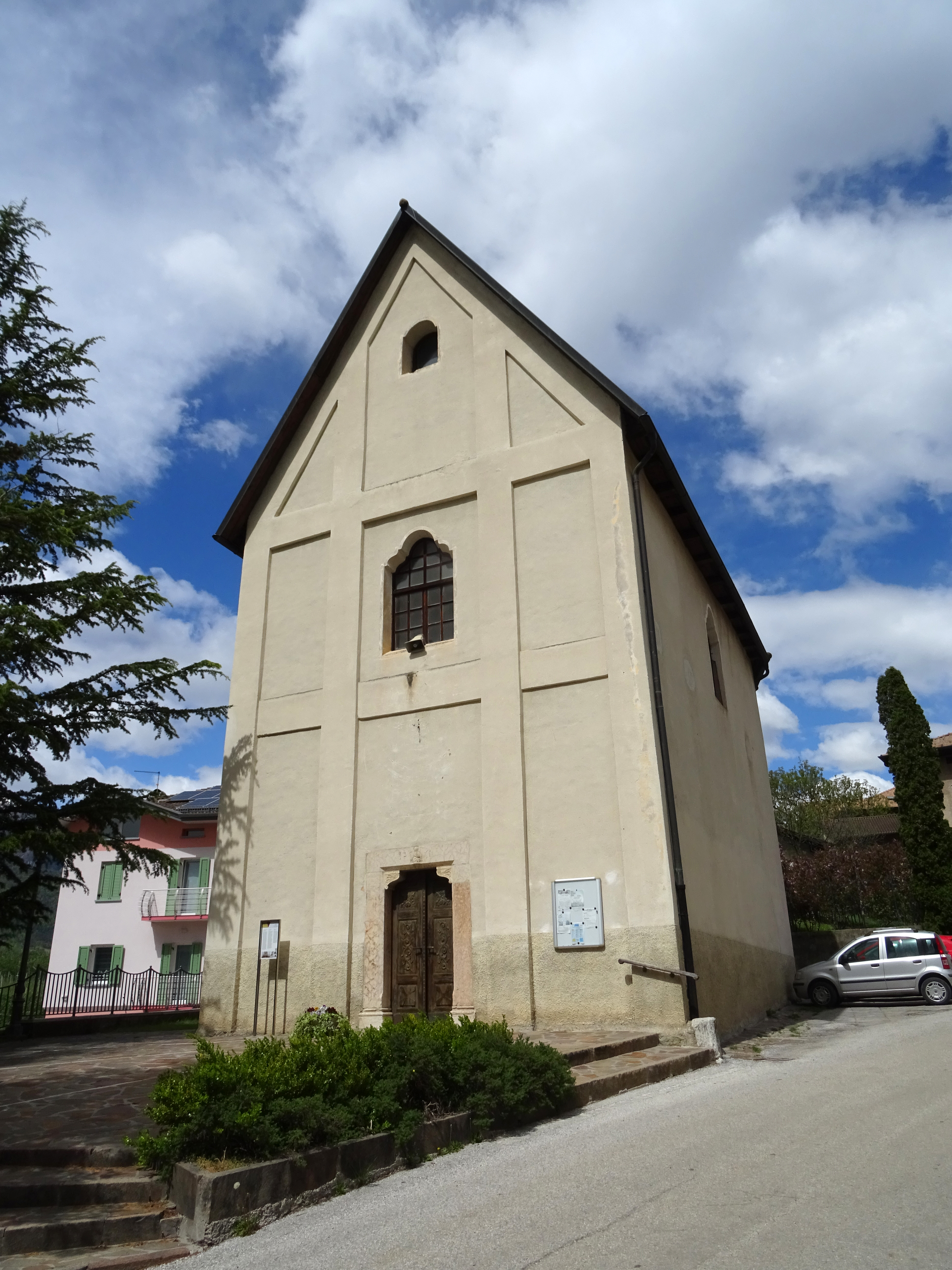
Chiesa di San Tommaso Apostolo

### Architetture religiose
- Chiesa di San Tommaso Apostolo, eretta probabilmente nel primo quarto del XVI secolo, ricostruita completamente tra il 1818 e il 1821.[4][5]